# Jeremy Toljan
Jeremy Toljan (* 8. srpna 1994, Stuttgart, Německo) je německý fotbalový obránce a bývalý mládežnický reprezentant, hráč klubu US Sassuolo Calcio v Serii B, druhé nejvyšší italské soutěži. Nastupuje primárně na kraji obrany.

## Klubová kariéra
Začínal v německých týmech 1899 Hoffenheim a Borussia Dortmund, ze které po dvou letech odešel na hostování do skotského Celticu, kde měl na poslední chvíli nahradit pozici pravého krajního obránce. Zde se však příliš neprosadil a očekával návrat do Dortmundu. Po návratu se dostal na hostování do italského US Sassuolo Calcio, kam v roce 2021 nastálo přestoupil.

## Reprezentační kariéra
Hrál za mládežnické reprezentace Německa U17, U19, U20 a U21. Zúčastnil se Mistrovství Evropy hráčů do 21 let 2017 v Polsku, kde s týmem získal titul (historicky druhý pro Německo). Dostal se do jedenáctičlenné All-star sestavy turnaje.
Hrál na LOH 2016 v brazilském Rio de Janeiru, kde Němci získali stříbrné medaile po finálové porážce 4:5 v penaltovém rozstřelu proti Brazílii.